# Agfa Isolette
Isolette bezeichnete eine vom Agfa Camerawerk München produzierte Mittelformatkamera mit Faltbalgen. Auf ihrer Basis entstand 1956 in Gestalt der Automatic 66 auch die erste Kamera mit Zeitautomatik.

## Modelle

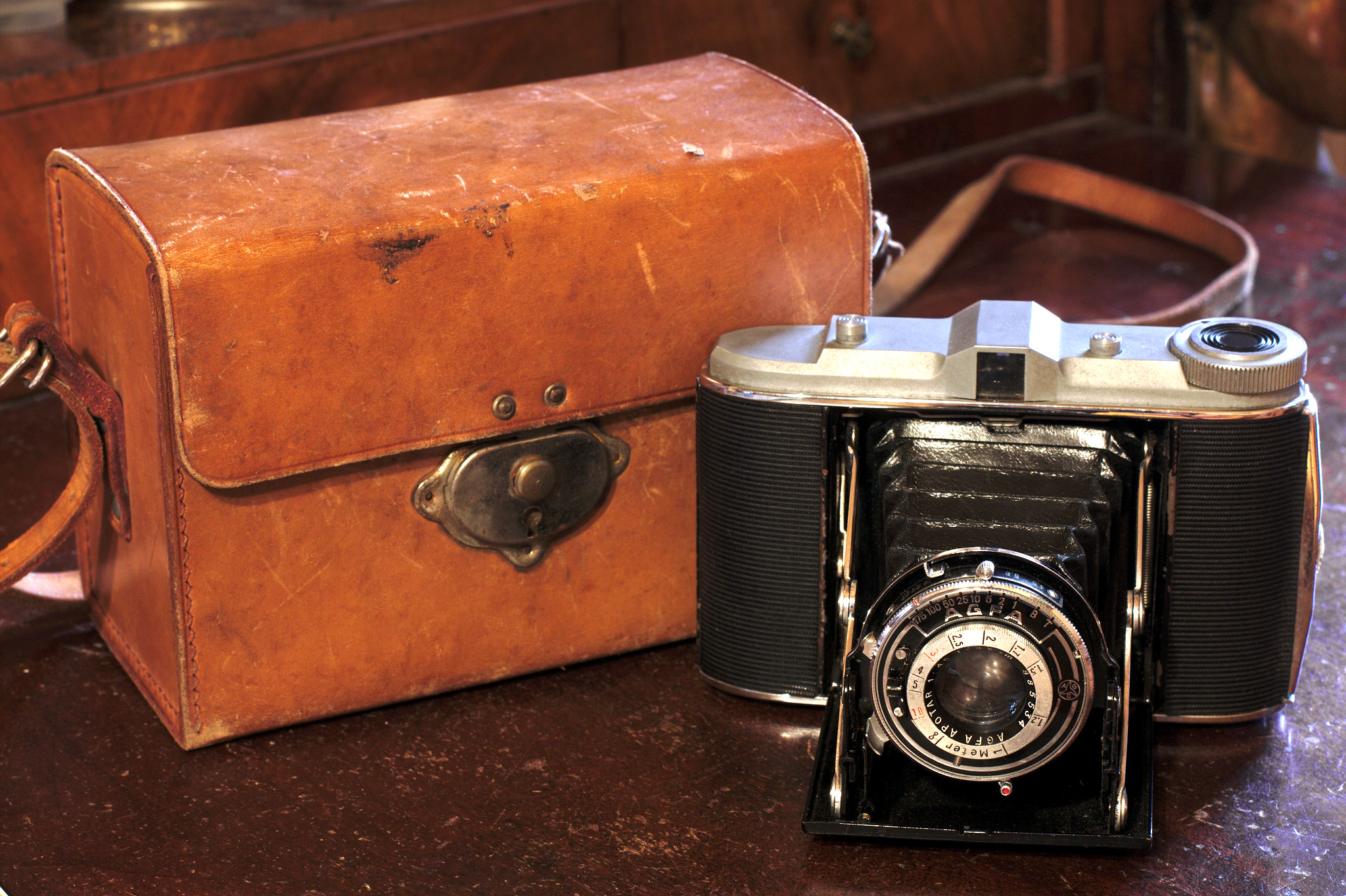
Isolette mit Apotar 1:4,5 8,5cm

Als moderne Mittelformat-Klappkamera für die Formate 6x6 und 4,5x6 kam im Herbst 1937 die Isorette heraus und wurde bereits nach wenigen Monaten in Isolette umbenannt. Im Gegensatz zum Modell Billy war die Klappe unten am Gehäuse angeschlagen, bewegte sich beim Öffnen also nach unten anstatt zur Seite. Die Isolette kostete mit dem Objektiv Igestar 6,3 zu Beginn 38 RM, mit Solinar 4,5 und dem aufwendigeren Verschluss Compur Rapid 86 RM. Die Isolette ist während ihrer Bauzeit häufig verändert worden, es sind unterschiedliche Oberteile, Objektive und Gehäuseklappen  bekannt.
Die ersten Modelle besaßen eine schwarze Kappe aus Trolit, dem gleichen, leicht zerbrechlichen Material, aus dem auch die Trolix-Box bestand, man ging aber sehr bald zur üblichen Metallkappe über.
Auf den Exportmärkten hieß die Kamera teilweise Ventura. So gibt es zum Beispiel eine AGFA Ventura 66 V.

### Isolette 4.5
Die Isolette 4.5 war ein Übergangsmodell und wurde von 1946 bis 1950 hergestellt. Interessant an diesem Modell ist die obere Gehäuseabdeckung aus Aluminium-Guss-Material (Nüral) sowie die Doppelbelichtungssperre, erkennbar an einem Sichtfenster hinter dem Auslöser. 

### Isolette V
Das V in der Bezeichnung Isolette V wies auf den Vario-Verschluss hin, ein einfacher Verschluss mit nur drei Zeiten, nämlich 1⁄200 s, 1⁄50 s und 1⁄25 s, sowie Langzeitbelichtung. Dafür kostete die Kamera aber auch nur 66 DM. Agfa stellte sie im April 1950 in Köln auf der Leistungsschau der deutschen fotografischen Industrie vor, dem Vorläufer der Photokina.
Wie üblich wurde auch dieses Modell mit mehreren verschiedenen Optiken und Verschlüssen gebaut, so dass es auch spätere Isoletten V mit Prontor-Verschluss gibt.

### Isolette I und II

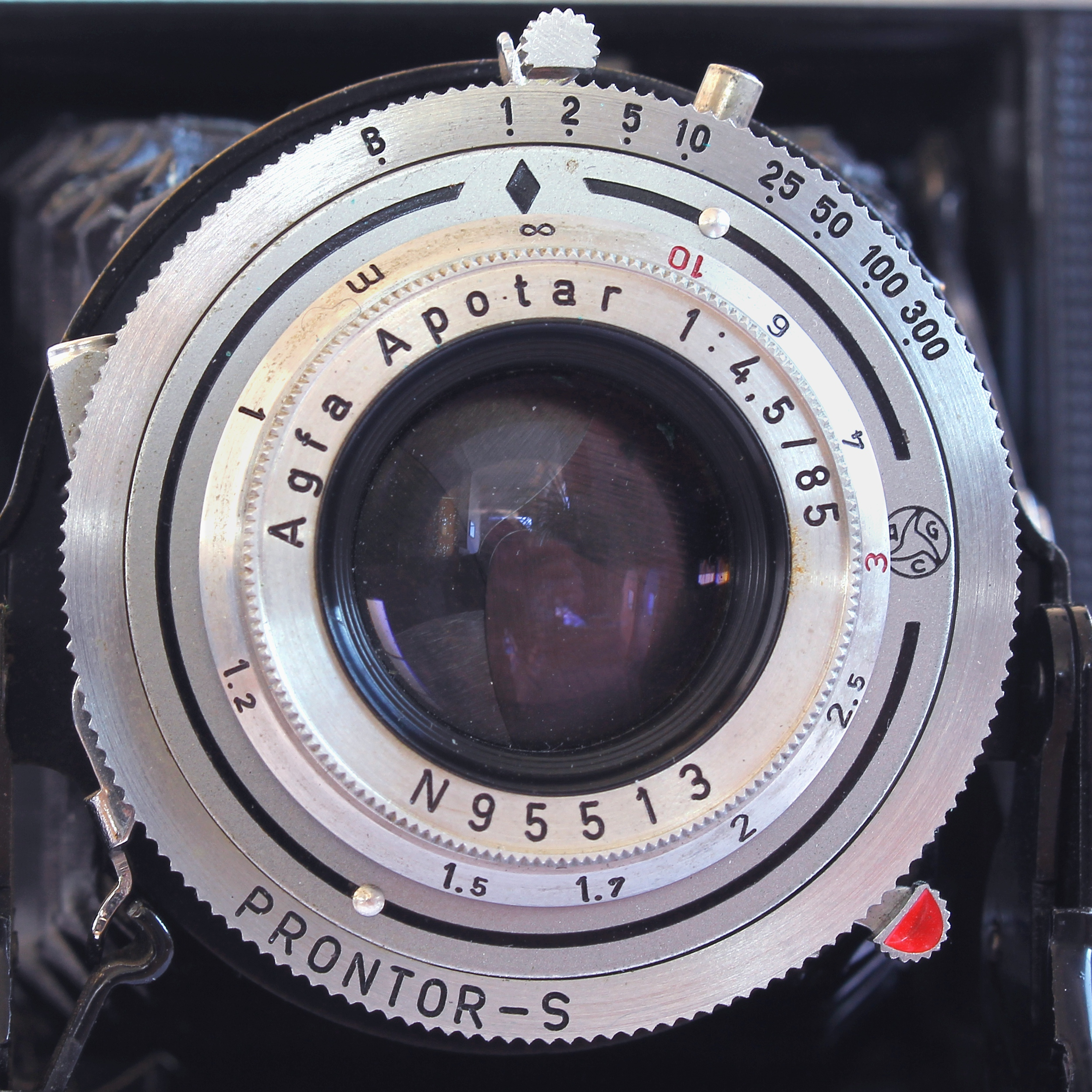
Agfa Apotar und Prontor-S mit Selbstauslöser (roter Hebel unten rechts)

Die Modelle I und II sind die bekanntesten. Als Objektive wurden angeboten das dreilinsige Apotar f/4,5 85 mm und das vierlinsige Solinar f/3,5 75 mm. In der Kombination mit den Verschlüssen Pronto, Prontor und Prontor SVS ergaben sich die angebotenen Varianten:
- Apotar f/4,5 85 mm mit Verschluss Pronto
- Apotar f/4,5 85 mm mit Verschluss Prontor S
- Apotar f/4,5 85 mm mit Verschluss Prontor SVS
- Solinar f/3,5 75 mm mit Verschluss Prontor SVS

Da die Zentralverschlüsse wie üblich mit der Optik fest verbunden waren, sprach man vereinfachend von vier zur Wahl stehenden Objektiven.

### Isolette III

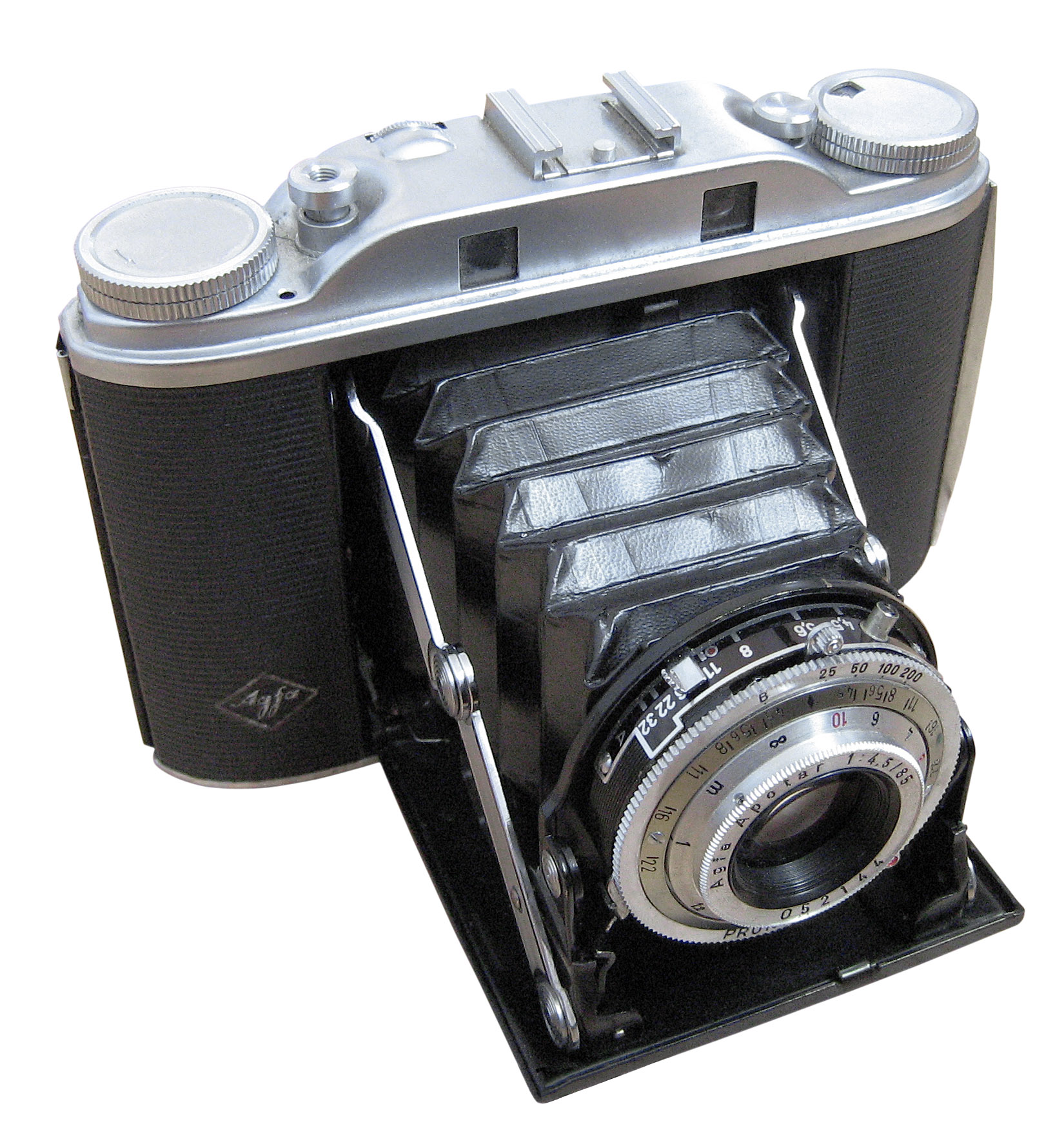
Agfa Isolette III, 1951 bis 1959

1951 ergänzte die Isolette III das Programm, sie ließ sich an zwei Fenstern in der Gehäusekappe erkennen, eins für den Sucher und eins für den Entfernungsmesser. Letzterer war ungekoppelt, er hatte also ein eigenes Einstellrad, an dem man die ermittelte Entfernung ablesen konnte, um sie anschließend auf die Objektiv-Fokussierung zu übertragen.

### Super-Isolette
Die 1954 erschienene Super-Isolette besaß einen Mischbildentfernungsmesser, der mit der  Objektiveinstellung gekoppelt war. Infolgedessen wies ihr Sucher ebenfalls zwei Fenster auf. Die Super-Isolette hatte auch nicht das bei Rollfilmkameras übliche Rotfenster in der Rückwand, sondern ein aufwendiges Transportwerk, das den Film transportierte, ohne auf die Bildnummer achten zu müssen, wobei der Verschluss wie bei den anderen Isolette-Modellen extra gespannt werden musste. Sie wurde bis 1957 produziert und noch bis in die frühen 1960er Jahre zum Kauf angeboten. Als weitgehender Weiter- oder Nachbau erschien ebenfalls in den frühen 60er Jahren in der UdSSR die Iskra, von KMZ hergestellt.

## Automatic 66

### Vorgeschichte
Da Agfa vor allem daran interessiert war, mit seinen Kameras den Filmabsatz zu steigern, hatte man schon seit Beginn des Agfa Camerawerks München die fotografischen Laien vor Augen. Da ihnen die Einstellung von Blende und Zeit große Schwierigkeiten bereitete, begnügten sie sich häufig mit einer einfachen Box-Kamera, auch wenn sie sich eine teurere Kamera leisten konnten. Mit der zunehmenden Verbreitung der Farbfotografie kam der präzisen Belichtung eine erhöhte Bedeutung zu, da die zugehörigen Filme genauer belichtet werden mussten, was insbesondere für Diafilme galt. So galt das Hauptaugenmerk in den 1950er Jahren einer selbsttätigen Belichtungssteuerung, für deren Entwicklung Agfa dann auch größere Summen bereitstellte.
An eine elektronische Lösung war zu dieser Zeit noch nicht zu denken, eine solche konnte erst 1970 mit dem Paratronic-Verschluss herausgebracht werden. So blieb nur die Möglichkeit, das Problem mit einer Selenzelle und einer aufwendig zu entwickelnden Mechanik zu lösen.

### Kamera
1956 brachte Agfa mit der Mittelformatkamera Automatic 66 die erste automatische Kamera heraus, was unter Fachleuten als Sensation galt. Die Kamera baute auf der Super-Isolette auf, war also eine Faltkamera, und besaß ein Color Solinar 3,5, ein Vierlinser mit ausgezeichneter Abbildungsleistung. Bei der Belichtungssteuerung, einer Erfindung des Südtiroler Ingenieurs Julius Durst, handelte es sich um eine Zeitautomatik. Der Fotograf musste lediglich Filmempfindlichkeit und Blende einstellen, die zugehörige Verschlusszeit ermittelte die Kamera mit ihrer Selenzelle und einem patentierten pneumatisch-mechanischen System selbsttätig. Die Einleitung der Gebrauchsanweisung beschrieb den Ablauf wie folgt:
„Es ist mit der Konstruktion der Agfa Automatic gelungen, den Zeigerausschlag eines Belichtungsmessers zum Ausgangspunkt der automatischen Verschlußzeitenregelung zu machen. Man kann den Vorgang mit der Wirkungsweise einer Luftpumpe vergleichen, deren Lufteintrittsöffnung regelbar ist und deren Kolben unter Federspannung steht. Im Moment des Auslösens wird der Zeigerausschlag arretiert und regelt damit gleichzeitig die in einen Zylinder einströmende Luft. Bei kleinem Zeigerausschlag wird die Luftöffnung klein sein und eine Verzögerung des Verschlußablaufes verursachen; bei größerem Zeigerausschlag wird die Luftöffnung vergrößert und sinngemäß ein rascher Verschlußablauf erfolgen.“

### Verbreitung
Obwohl Agfa die Automatic 66 für zwar nicht wenige, aber noch akzeptable 498 D-Mark Verkaufspreis anbot, wurde sie kaum gekauft. Mittelformat-Sucherkameras waren nämlich vollkommen aus der Mode geraten, man konnte das System aber anfangs nicht in dem engen Raum einer Kleinbildkamera unterbringen. Deswegen lag die Produktionszahl bei nur etwa 5000 Exemplaren. Agfa hatte die fünf Millionen Mark Entwicklungskosten dennoch gut eingesetzt, da die Erfahrungen für die extrem erfolgreiche Optima-Kleinbildkamera mit ihrer Programmautomatik genutzt werden konnten.
Der Sammlerwert der Automatic 66 übersteigt den ehemaligen Verkaufspreis heutzutage um ein Mehrfaches.

## Galerie

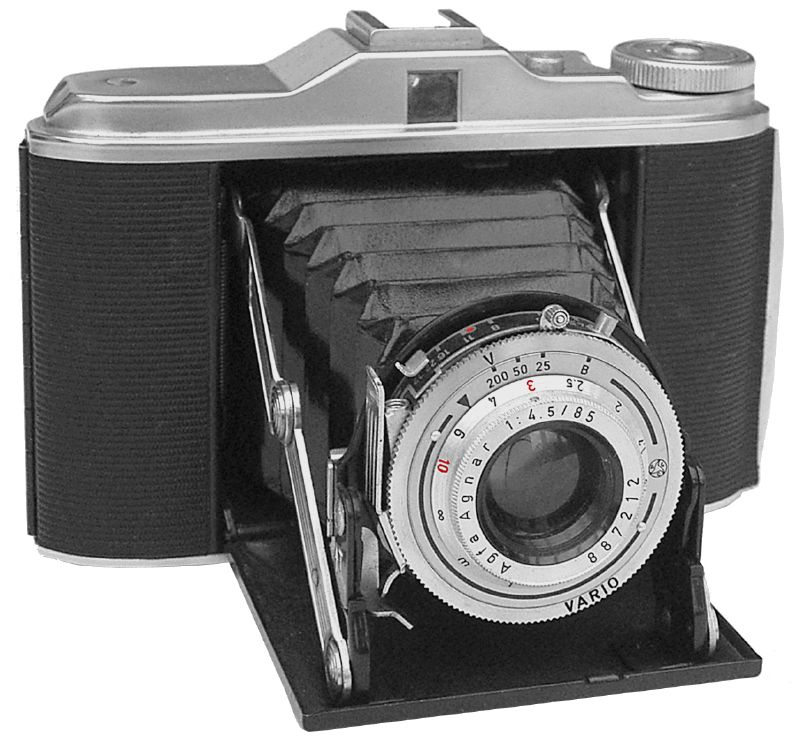
Isolette V
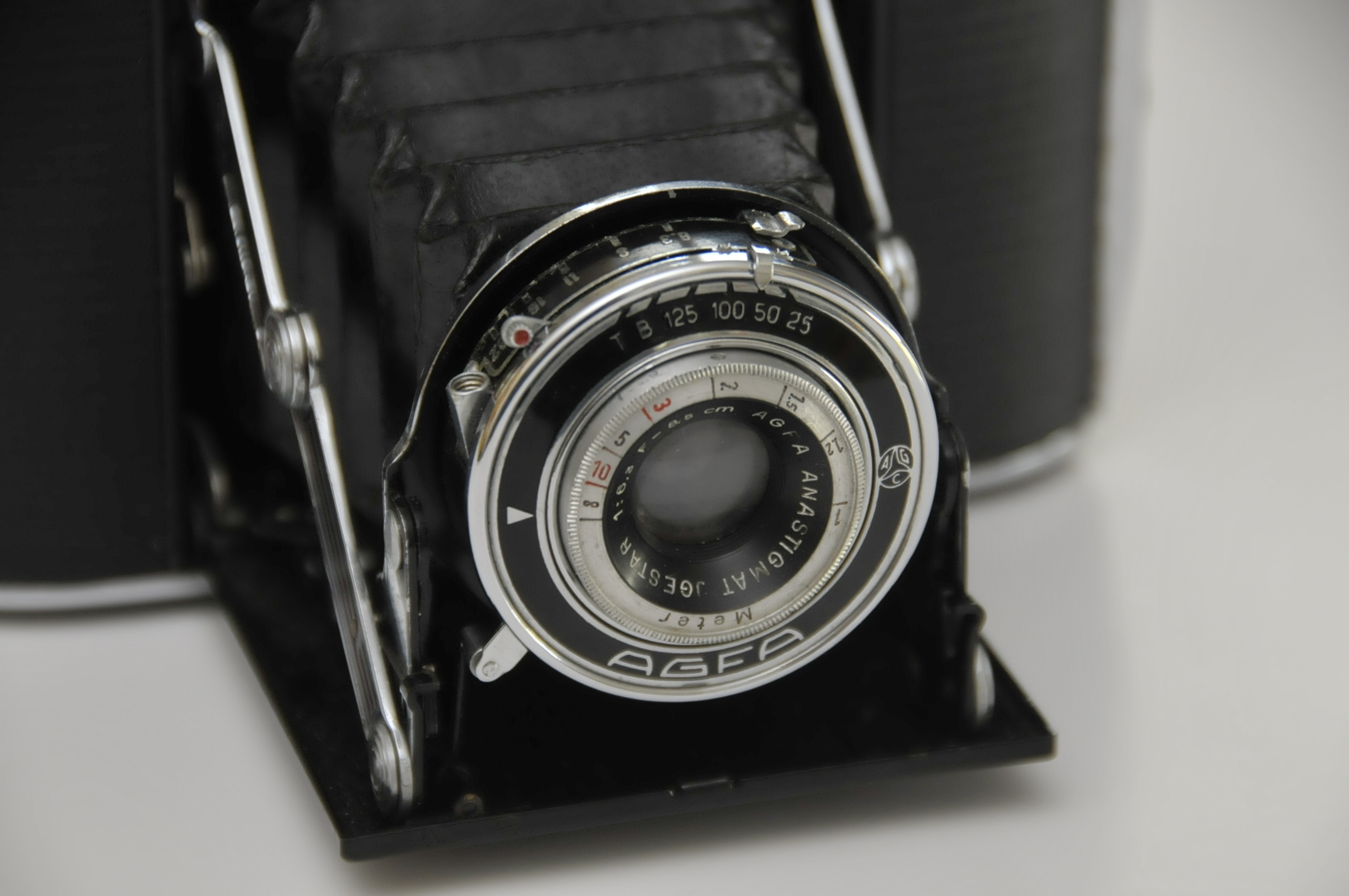
Isolette
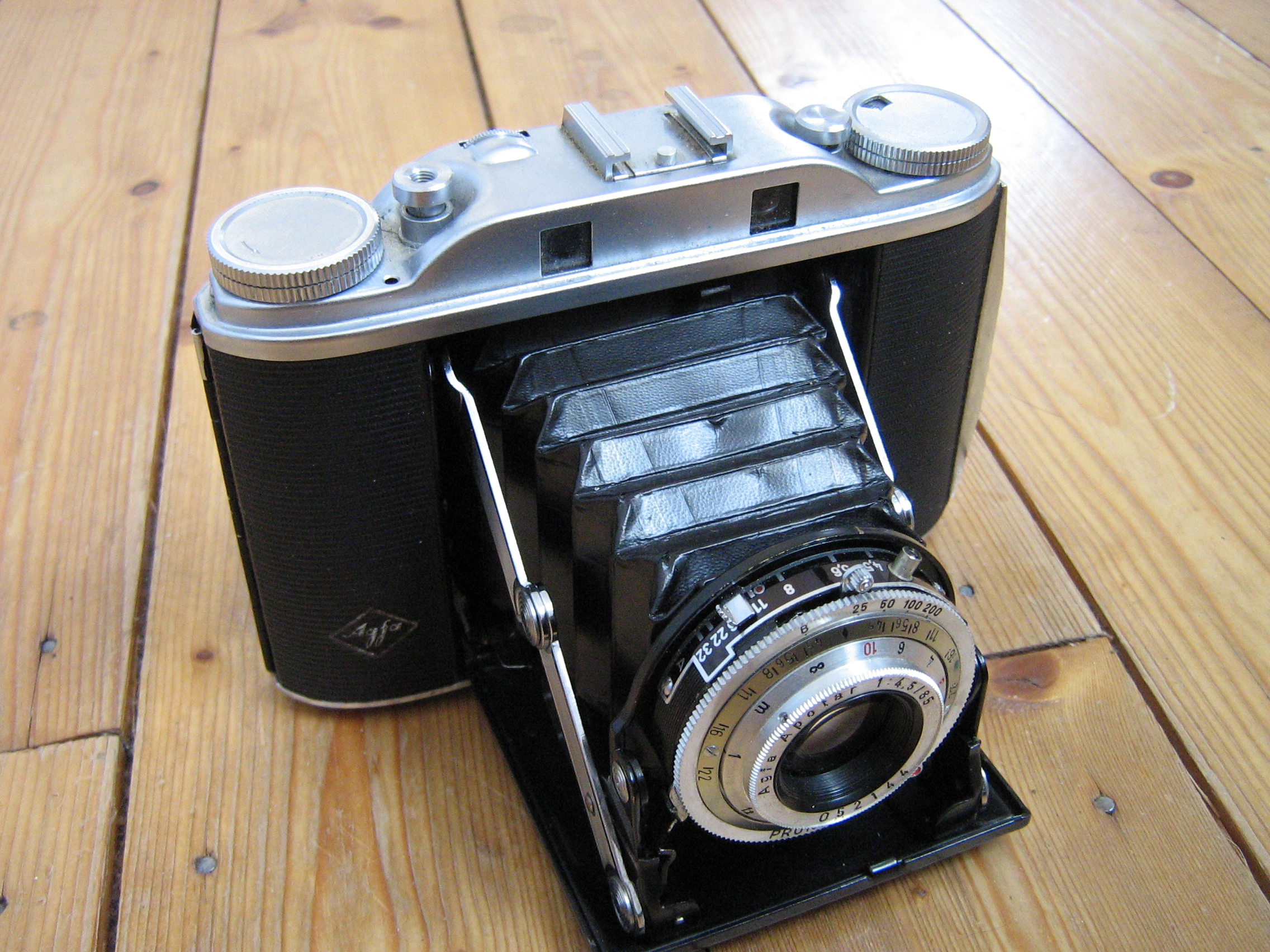
Isolette III
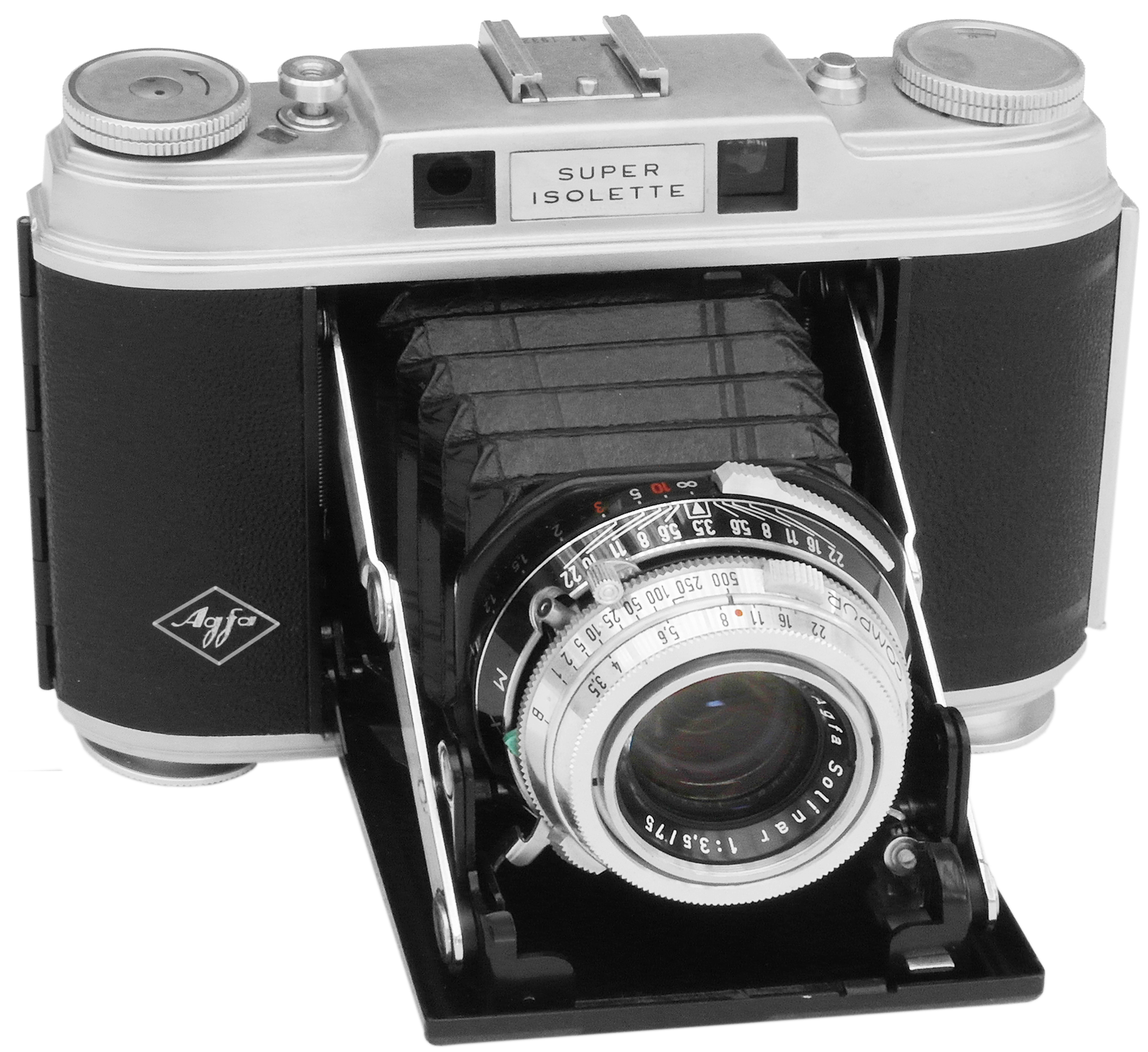
Super-Isolette